# Ernst Gideon Malherbe
Ernst (Ernie) Gideon Malherbe (* 8. November 1895 in Luckhoff; † 30. November 1982 in Durban) war südafrikanischer Bildungswissenschaftler und Universitätsrektor. Er trat als einer der Befürworter des freien Zugangs zu einer gleichwertigen Hochschulausbildung für alle Bevölkerungsgruppen auf.

## Leben
In seiner frühen Jugend erlebte Malherbe mit seinen Eltern und Geschwistern die Plünderung und Zerstörung des Elternhauses, eine Pfarrei im Oranje-Freistaat, durch britische Soldaten. Die Familie floh vor den Kriegsereignissen in die Kapregion. Die Vorfahren der Familie waren Hugenotten und in das südliche Afrika eingewandert.
Sein Vater war Reverend Ernst Gideon Malherbe (1868–1956) und sein Großvater Ernst Gideon Malherbe (1821–1911).
Die Schulzeit erlebte Malherbe an der De Villiers Graaff Institute High School in der Boland-Region. Danach studierte er am Victoria College Pädagogik, wodurch er die Abschlüsse Higher Teacher’s Diploma und Master erwarb. Anschließend ging er in die Vereinigten Staaten. Während seines Aufenthaltes besuchte er Vorlesungen am Columbia University’s Teachers’ College, erlangte einen weiteren Masterabschluss und promovierte schließlich über die Geschichte der Bildung auf dem Gebiet von Südafrika zum Ph.D.
Im Jahre 1924 kehrte er nach Südafrika zurück und übernahm hier als senior lecturer für Pädagogik bei Fred Clarke an der Universität Kapstadt seine erste akademische Funktion. Während dieser Zeit erschien sein frühes Werk Education in South Africa.
Als junger Wissenschaftler nahm er aktiv an der Redaktion zum Bericht über das Poor-Whites-Problem in der Carnegie Commission (1928–1932, Carnegie Commission of Investigation on the Poor White Question in South Africa) teil. Darin wirkt er als educational commissioner und Autor des Abschnitts 3 (Bildungsbericht), der den Titel Education and the poor white (deutsch etwa: „Bildung und weiße Armut“) trägt.
Malherbe gehörte zu den Gründungsmitgliedern der National Commission of Education und dem Bureau of Educational and Social Research (Nasionale Buro vir Opvoedkunde and Maatskaplike navorsing, später Raad vir Geesteswetenskaplike Navorsing / RGN) und war von 1929 bis 1939 dessen erster Direktor. Diese Einrichtung wurde 1969 in den Human Sciences Research Council (HSRC) übergeleitet.
Ende der 1930er Jahre verfügte Premierminister Jan Smuts nach Ausbruch des Zweiten Weltkriegs die Bildung eines Armeecorps von Informationsexperten unter Leitung von Malherbe zur Abwehr von staatsfeindlichen Aktivitäten in den Streitkräften und zur Beeinflussung der Einsatzmotivation. Die Gruppe bestand aus liberal orientierten Fachleuten, wie Alfred Hoernlé und Leo Marquard. Während dieser Zeit ernannte Smuts den Pädagogen Malherbe zum Direktor des militärischen Nachrichtendienstes (Military Intelligence). Von nun an trat man mit einer positiven und stärker auf Südafrika orientierten Argumentation gegen die Nazipropaganda und allzu defensiven Stimmungen auf. Ferner war Malherbe zwischen 1942 und 1945 als Direktor des Army Educational Services tätig.
Im Jahre 1946 stellte Malherbe in einem Beitrag (1946) zur Ehrung von Alfred Hörnlé rückblickend fest, dass bei der Postkontrolle aller Angehörigen der südafrikanischen Streitkräfte während des Krieges eine Tendenz erkennbar wurde, wonach sich eine größere Toleranz gegenüber Nichteuropäern und gestiegene Wertschätzung für diese Personengruppe entwickelt hatte. Er führte diese Beobachtung auf Eindrücke in den südafrikanischen Truppeneinheiten zurück, die bei ihren Einsätzen Erfahrungen mit anderen Afrikanern und besonders mit Abessiniern gemacht hatten.
Bereits vor Ende des Zweiten Weltkriegs erhielt Malherbe die Berufung zum Principal des Natal University College.
Zwischen 1943 und 1965 wirkte er als Principal bzw. Vice-Chancellor der University of Natal. Im Verlaufe seiner Amtszeit erlangte das University College den Status einer Volluniversität (1949), sie konnte sich auf ihrem Ursprungsstandort Pietermaritzburg auch in Durban erweitern, es entstand eine spezielle medizinische Schule (University of Natal Medical School, 1951) und die damalige University of Natal gewann erheblich an Größe und Bedeutung.

## Familie
Ernst Malherbe war mit Janie Antonia Nel (1897–1986) verheiratet, die er am Victoria College kennengelernt hatte und 1922 ehelichte. Sie war vor der Eheschließung als Lehrerin tätig und wurde als profilierte Autorin für zeitgenössische Magazine bekannt. Mit Ausbruch des Zweiten Weltkriegs trat sie in den Freiwilligendienst, diente im Military Intelligence und als Redakteurin des Soldatenmagazins I.C. digest.

## Ehrungen
- Malherbe erhielt Ehrendoktorwürden der Universität Sydney, Universität Cambridge, Queen’s University, Universität Melbourne, McGill University, Universität Kapstadt, Universität Natal, Rhodes-Universität, Witwatersrand-Universität (1968[10]) und University of St Andrews.
- Im Jahresturnus 1967 war Malherbe der Präsident des in Johannesburg ansässigen South African Institute of Race Relations.[11]